# Петер Форсберг
Пе́тер Ма́ттіас Фо́рсберг (швед. Peter Mattias Forsberg) — шведський хокеїст, центральний нападник. Дворазовий олімпійський чемпіон, дворазовий  чемпіон світу та дворазовий  володар Кубка Стенлі. Володар Трофею Арта Росса, Призу Харта та Трофею Колдера. П'ятиразовий учасник Матчу всіх зірок.

## Кар'єра

### Ранні роки
Петер Форсберг почав свою кар'єру в 1990 році у молодіжному складі МОДО, команди з його рідного міста Ерншельдсвік. Протягом сезону він встиг дебютувати за дорослу команду, в єдиній грі за яку відзначився результативною передачею. В сезоні 1990-91 Форсберг набрав 102 (38+64) пункти в 39 іграх за молодіжну команду та 17 (7+10) — за основну в 23 іграх.
По завершенні сезону Форсберг взяв участь у драфті НХЛ. Його обрала Філадельфія під шостим номером, що було досить неочікувано, тому що Форсбергу передрікали 25-й номер. В 1992 році Форсберг став частиною обміну з  Квебек Нордікс, який включав в себе п'ять гравців, два вибори на драфті та 15 млн $. Цей обмін став серйозним підґрунтям для успіху Квебеку, а потім Колорадо Аваланч в наступні десять років.
Наступні три роки Петер Форсберг провів у Елітсерії. В 1993 році його команда вибула зі змагань в чвертьфіналі, але він виборов нагороду найкращому гравцю Елітсерії Золоту Шайбу та нагороду найкориснішому гравцю за версією гравців — Золотий Шолом. В наступному році Форсберг повторив це досягнення, а МОДО поступився у фінальній серії.
В 1994 році Форсберг вирішує грати в НХЛ і підписує контракт з Квебек Нордікс. Але локаут відклав його дебют аж до 1995 року.

### НХЛ
Сезон 1994-95 почався 21 січня 1995 року. Цього ж дня стався дебют Петера Форсберга в НХЛ у матчі проти Філадельфії, в якому він відзначився результативним пасом. Взагалі перший сезон склався для Петера Форсберга дуже непогано — він відзначився п'ятдесятьма очками в 47 матчах і став другим бомбардиром в складі Нордікс. Сама ж команда виграла Північно-східний дивізіон НХЛ, але вилетіла вже в першому раунді плей-оф від Нью-Йорк Рейнджерс. По завершенні сезону Форсберг отримує Пам'ятний трофей Колдера як найкращий новачок Ліги.
В липні 1995 року власник Нордікс продає команду COMSAT Entertainment Group, внаслідок чого команда переїздить до Денвера. Її було презентовано як Колорадо Аваланч 10 жовтня 1995 року. В перший же рік в Денвері команда виграє Кубок Стенлі, вигравши в регулярному сезоні Тихоокеанський дивізіон НХЛ. Петер Форсберг набирає 116 очок в регулярному чемпіонаті, до яких додає 21 очко в плей-оф. Протягом другої гри фінальної серії проти Флорида Пантерс Форсберг відзначився трьома шайбами за період, ставши лише шостим гравцем за історію НХЛ, зробившим це.
В сезоні 2000-01 Колорадо знову виграє Кубок Стенлі, а Форсберг приносить команді 89 очок у регулярному чемпіонаті і 14 у плей-оф. Але через видалення селезінки він вирішує пропустити наступний сезон і повертається уже в плей-оф, де здобуває 27 очок і програє Детройт Ред-Вінгс у фіналі конференції.
Сезон 2002-03 став найкращим для Форсберга. Зі свіжими силами він став найкращим бомбардиром Ліги, набравши 106 очок, за що його нагородили Трофеєм Арта Росса та Призом Харта найкориснішому гравцю.
Через локаут 2004-05 Петер Форсберг повернувся до МОДО. Щоправда, травми не дозволили провести повноцінний сезон: в ньому він зіграв лише 33 матчі і провів одну гру в плей-оф. Після повернення до НХЛ він відмовився від чотирирічної пропозиції Колорадо на 13,5 млн $ і підписав дворічний контракт на 11,5 млн з Філадельфією. Сезон став невдалим як для Форсберга, так і для Філадельфії. Він не зумів заграти в повну силу через проблеми з правою щиколоткою. Врешті-решт, Філадельфія обміняла його в Нешвілл Предаторс, який вибув у першому раунді плей-оф. Форсберг тоді вперше за кар'єру заробив менше одного очка за матч в регулярному чемпіонаті.
Більшу частину сезону 2007-08 Форсберг провів в МОДО, заявивши, що не бажає повертатись до НХЛ. Але в лютому 2008 року він підписав угоду з Колорадо до закінчення сезону. Провівши три гри, Форсберг отримав травму і повернувся лише в передостанній грі сезону.
Сезони 2008-09 і 2009-10 він провів у складі МОДО. В 2011 році він зіграв дві гри за Колорадо, але потім був змушений оголосити про завершення кар'єри.

### Міжнародні виступи
Петер Форсберг взяв участь в чемпіонатах світу U-20 у 1992 та 1993 роках, на яких молодіжна збірна Швеції завойовувала срібні медалі. На першому чемпіонаті він заробив 11 очок, на другому — встановив рекорд змагань. Він заробив 31 очко в восьми іграх, зокрема, 10 очок лише проти Японії.
За дорослу команду Форсберг дебютував на чемпіонаті світу 1992 року, голом та результативною передачею допомігши збірній Швеції здобути золото, а в 1993 — срібло. В 1994 році він привів збірну Швеції до золотої медалі на Олімпійських Іграх, закинувши вирішальний булліт.
Дворазовим чемпіоном світу Петер Форсберг став у 1998 році. Тоді він став найкращим бомбардиром турніру з 11-ма пунктами. Після цього він ще двічі став срібним призером чемпіонатів світу: в 2003 та 2004 роках.
В 2006 році на Олімпійських Іграх йому підкорилась друга золота медаль, яка зробила його членом Потрійного золотого клубу двічі, що до нього вдавалось лише В'ячеславу Фетисову та Ігорю Ларіонову.

## Нагороди
- Трофей Арта Росса (2003)
- Пам'ятний трофей Гарта (2003)
- Пам'ятний трофей Колдера (1995)
- Нагорода Плюс-Мінус (2003)
- Учасник Матчу усіх зірок (1996, 1998, 1999. 2001, 2003)
- Чемпіон Олімпійських ігор (1994, 2006)
- Чемпіон світу (1992, 1998)
- Володар Кубка Стенлі (1996, 2001)